# イット・バイツ
イット・バイツ（It Bites）は、1982年にイギリス、カンブリア州エグレモントで結成されたプログレッシブ・ロック・バンド。

## 活動
1982年、フランシス・ダナリー、ジョン・ベックらにより、カンブリアで結成される。1984年、ロンドンに活動拠点を移す。その年の暮れ、デモ・テープが認められヴァージン・レコード、ゲフィン・レコードと契約を交わす。マネージメントはエイジア、元・イエスの敏腕マネージャーとして知られるブライアン・レーンが行い、当初は『第2のエイジア』としての売り込みが考えられていた。
1986年3月シングル「All In Red」発売。同年6月にシングル「Calling All The Heroes」を発売。全英シングルチャートで、6位まで上がるヒットとなり注目を集める。1986年7月、ファースト・アルバム『ザ・ビッグ・ラド・イン・ザ・ウィンドミル』発売。これには「Calling All The Heroes」も収録されていたものの、売り上げはさほど伸びなかった。
1988年、セカンド・アルバム『ワンス・アラウンド・ザ・ワールド』発表。演奏時間が9分間、15分間という長大な楽曲も収録された、いわゆるプログレッシブ・ロックの影響を強く感じさせる作品となった。
1989年、サード・アルバム『イート・ミー・イン・セント・ルイス』発表。このアルバムのアートワークにはマネージメントの関係からロジャー・ディーンが参加している。
1990年、イギリスでのミニツアー後、ロサンジェルスでアルバムのレコーディングに入るが、音楽性の相違から7月にフランシスが脱退。後任にリー・ノットが加入するが、レコード契約を失い、バンド名を「シスター・サラ」、「ナバホ・キッス」と改名して活動を続けるも解散に至る。
2003年にオリジナル・メンバー4人による顔合わせがあり、ツアー及びアルバムの予定があることが発表されたが、実現には至らなかった。
2006年、ジョン・ミッチェルをフロントマンに据えて再結成。アルバムのリリース、来日公演を含むツアーを行い、積極的に活動してきたが、2015年にジョン・ベックが事故で右手と右腕を骨折して以来、活動休止中。
2023年、フランシス・ダナリーが「フランシス・ダナリーズ・イット・バイツ (It Bites FD)」名義での活動を開始。イット・バイツ在籍時の楽曲をカバーしたライブを開催しアルバムを発表している。

## メンバー

### 現在のメンバー
- ジョン・ベック (John Beck) : （1961年7月29日 - ）キーボード、ボーカル。女性のようなルックスで人気が高かった。ライブではギターも弾いていた。また、2008年発表のオリジナル・アルバムではベースも弾いている。解散後、2001年ごろからジョン・ウェットンのソロ・ツアーなどにも参加。
- ボブ・ダルトン (Bob Dalton) : （1962年11月20日 - ）ドラムス。ジョン・ベックと同じくジョン・ウェットンのツアーに参加。
- ジョン・ミッチェル (John Mitchell) : ボーカル、ギター、ベース。2006年の再結成から加入。他のプログレッシブ・ロック・バンド、アリーナ、キノ、フロスト*、ジョン・ウェットン・バンドのメンバーとしても活動してきている。
- リー・ポメロイ (Lee Pomeroy) : ベース。2009年に加入。

### 旧メンバー
- フランシス・ダナリー (Francis Dunnery) : （1962年12月25日 - ）ボーカル、ギター。アラン・ホールズワースに強く影響されたギター・プレイと、ピーター・ガブリエルのようなボーカル・スタイル。1990年脱退以降はソロ活動。
- ディック・ノーラン (Dick Nolan) : （1963年10月10日 - ）ベース。2006年の再結成に加わりライブを行うものの2008年に脱退。
- リー・ノット (Lee Knott) : ボーカル。フランシス脱退後、短い期間在籍。

## ディスコグラフィ

### スタジオ・アルバム
- 『ザ・ビッグ・ラド・イン・ザ・ウィンドミル』 - The Big Lad In The Windmill (1986年、ヴァージン/ゲフィン) ※旧邦題『ヒーローをさがせ!』
- 『ワンス・アラウンド・ザ・ワールド』 - Once Around The World (1988年、ヴァージン/ゲフィン) ※旧邦題『限りなき挑戦』
- 『イート・ミー・イン・セント・ルイス』 - Eat Me In St. Louis (1989年、ヴァージン/ゲフィン)[4]
- 『ザ・トール・シップス』 - The Tall Ships (2008年、インサイド・アウト)
- 『マップ・オヴ・ザ・パスト』 - Map of the Past (2012年、インサイド・アウト)

### ライブ・アルバム
- 『サンキュー・アンド・グッドナイト』 - Thank You And Goodnight (1991年、ヴァージン) ※1989年のライブ・アルバム
- 『ライヴ・イン・モントルー』 - Live in Montreux (2003年) ※1987年に行われたモントルー公演を収録したライブ・アルバム
- 『ホウェン・ザ・ライツ・ゴー・ダウン』 - When The Lights Go Down (2007年) ※2006年12月に行われたイギリス公演を収録したライブ・アルバム
- 『イッツ・ライヴ』 - This Is Japan (2010年、キングレコード) ※2009年7月に行われた来日公演を収録したライブ・アルバム
- Deutsches Live! (2010年)
- Live in London (2018年) ※1986年、1988年、1990年のロンドンでの3公演を収録した5CDセット

### コンピレーション・アルバム
- 『ジ・イット・バイツ・アルバム』 - The It Bites Album (1990年、ヴァージン) ※リミックスやシングルのB面曲などを収録した来日記念アルバム
- The Best Of It Bites - Calling All the Heroes (1998年、EMI) ※ベスト・アルバム
- Whole New World: The Virgin Albums 1986-1991 (2014年、ヴァージン)

### 映像作品
- 『ライヴ・イン・トーキョー』 - Live in Tokyo (2003年、WHDエンタテインメント) ※1989年の東京・芝郵便貯金ホール公演の映像
- 『イット・ハップンド・ワン・ナイト』 - It Happened One Night (2011年、キングレコード)